# Laver Cup de 2023
A Laver Cup de 2023 foi a 6ª edição do torneio entre as equipes da Europa e do resto do mundo do tênis masculino.
O Time Mundo foi campeão pela segunda vez, de forma seguida, cedendo apenas um jogo em nove. O confronto foi encerrado no primeiro jogo do terceiro dia.

## Participantes
| Time Europa                  | Time Europa                 |
| ---------------------------- | --------------------------- |
| Capitão: Björn Borg          |                             |
| Vice-capitão: Thomas Enqvist |                             |
| Ranking                      | Jogador                     |
| 4                            | Holger Rune                 |
| 5                            | Stefanos Tsitsipas          |
| 6                            | Andrey Rublev               |
| 9                            | Casper Ruud                 |
| 16                           | Hubert Hurkacz              |
| 25                           | Alejandro Davidovich Fokina |
| 35PR(142)                    | Gaël Monfils                |
| 44                           | Arthur Fils                 |

| Time Mundo                    | Time Mundo            |
| ----------------------------- | --------------------- |
| Capitão: John McEnroe         |                       |
| Vice-capitão: Patrick McEnroe |                       |
| Ranking                       | Jogador               |
| 8                             | Taylor Fritz          |
| 11                            | Frances Tiafoe        |
| 13                            | Tommy Paul            |
| 14                            | Félix Auger-Aliassime |
| 19                            | Ben Shelton           |
| 21                            | Francisco Cerúndolo   |
| 21PR(472)                     | Nick Kyrgios          |
| 32                            | Christopher Eubanks   |
| 33PR(322)                     | Milos Raonic          |

|  | Desistiu  |
|  | Alternate |

- Baseado no ranking de simples de 18 de setembro de 2023
- PR = Ranking protegido

## Jogos
No dia 1, cada vitória vale 1 ponto; no 2, 2 pontos; no 3, 3 pontos. A primeira equipe com 13 pontos conquista o torneio.
| Dia | Data   | Modalidade | Jogador mandante (Mundo)          | Jogador visitante (Europa)   | Resultado        | Placar geral |
| --- | ------ | ---------- | --------------------------------- | ---------------------------- | ---------------- | ------------ |
| 1   | 22-set | Simples    | Ben Shelton                       | Arthur Fils                  | 7–64, 6–1        | 1–0          |
| 1   | 22-set | Simples    | Francisco Cerúndolo               | Alejandro Davidovich Fokina  | 6–3, 7–5         | 2–0          |
| 1   | 22-set | Simples    | Félix Auger-Aliassime             | Gaël Monfils                 | 6–4, 6–3         | 3–0          |
| 1   | 22-set | Duplas     | Tommy Paul Frances Tiafoe         | Arthur Fils Andrey Rublev    | 6–3, 4–6, [10–6] | 4–0          |
| 2   | 23-set | Simples    | Taylor Fritz                      | Andrey Rublev                | 6–2, 7–63        | 6–0          |
| 2   | 23-set | Simples    | Tommy Paul                        | Casper Ruud                  | 66–7, 2–6        | 6–2          |
| 2   | 23-set | Simples    | Frances Tiafoe                    | Hubert Hurkacz               | 7–5, 6–3         | 8–2          |
| 2   | 23-set | Duplas     | Félix Auger-Aliassime Ben Shelton | Hubert Hurkacz Gaël Monfils  | 7–5, 6–4         | 10–2         |
| 3   | 24-set | Duplas     | Ben Shelton Frances Tiafoe        | Hubert Hurkacz Andrey Rublev | 7–64, 7–65       | 13–2         |
| 3   | 24-set | Simples    | Taylor Fritz                      | Casper Ruud                  | não jogado       |              |
| 3   | 24-set | Simples    | Frances Tiafoe                    | Andrey Rublev                | não jogado       |              |
| 3   | 24-set | Simples    | Félix Auger-Aliassime             | Hubert Hurkacz               | não jogado       |              |

## Jogo de exibição pós-torneio
Como apenas uma partida foi necessária no dia 3 para encerrar a edição de 2023, um amistoso foi disputado após a cerimônia de premiação.
| Dia | Data   | Modalidade        | Time Mundo                       | Time Europa                             | Resultado       |
| --- | ------ | ----------------- | -------------------------------- | --------------------------------------- | --------------- |
| 3   | 24-set | Duplas (exibição) | Christopher Eubanks Milos Raonic | Alejandro Davidovich Fokina Arthur Fils | 6–3, 3–6 [10–8] |

## Estatísticas por jogador
| Jogador                     | Time   | Nac.           | Jogos | V-D (jogos) | V-D (jogos) | V-D (jogos) | V-D (pontos do confronto) | V-D (pontos do confronto) | V-D (pontos do confronto) |
| Jogador                     | Time   | Nac.           | Jogos | Simples     | Duplas      | Total       | Simples                   | Duplas                    | Total                     |
| --------------------------- | ------ | -------------- | ----- | ----------- | ----------- | ----------- | ------------------------- | ------------------------- | ------------------------- |
| Félix Auger-Aliassime       | Mundo  | Canadá         | 2     | 1–0         | 1–0         | 2–0         | 1–0                       | 2–0                       | 3–0                       |
| Francisco Cerúndolo         | Mundo  | Argentina      | 1     | 1–0         | 0–0         | 1–0         | 1–0                       | 0–0                       | 1–0                       |
| Alejandro Davidovich Fokina | Europa | Espanha        | 1     | 0–1         | 0–0         | 0–1         | 0–1                       | 0–0                       | 0–1                       |
| Arthur Fils                 | Europa | França         | 2     | 0–1         | 0–1         | 0–2         | 0–1                       | 0–1                       | 0–2                       |
| Taylor Fritz                | Mundo  | Estados Unidos | 1     | 1–0         | 0–0         | 1–0         | 2–0                       | 0–0                       | 2–0                       |
| Hubert Hurkacz              | Europa | Polónia        | 3     | 0–1         | 0–2         | 0–3         | 0–2                       | 0–5                       | 0–7                       |
| Gaël Monfils                | Europa | França         | 2     | 0–1         | 0–1         | 0–2         | 0–1                       | 0–2                       | 0–3                       |
| Tommy Paul                  | Mundo  | Estados Unidos | 2     | 0–1         | 1–0         | 1–1         | 0–2                       | 1–0                       | 1–2                       |
| Andrey Rublev               | Europa | Rússia         | 3     | 0–1         | 0–2         | 0–3         | 0–2                       | 0–4                       | 0–6                       |
| Casper Ruud                 | Europa | Noruega        | 1     | 1–0         | 0–0         | 1–0         | 2–0                       | 0–0                       | 2–0                       |
| Ben Shelton                 | Mundo  | Estados Unidos | 3     | 1–0         | 2–0         | 3–0         | 1–0                       | 5–0                       | 6–0                       |
| Frances Tiafoe              | Mundo  | Estados Unidos | 3     | 1–0         | 2–0         | 3–0         | 2–0                       | 4-0                       | 6–0                       |